# Augustine Francis Schinner

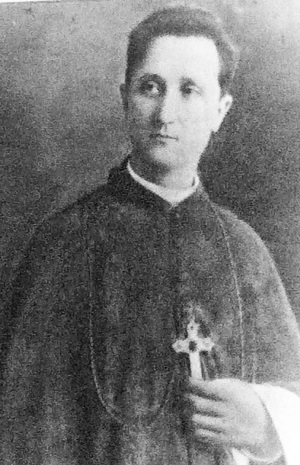
Augustine F. Schinner

Augustine Francis Schinner (* 1. Mai 1863 in Milwaukee, Wisconsin; † 7. Februar 1937 ebenda) war ein US-amerikanischer römisch-katholischer Geistlicher, der erster Bischof von Superior (1905–1913) und Spokane (1914–1925) war.

## Leben
Schinner besuchte das Seminar St. Francis in Wisconsin und empfing am 7. März 1886 durch Michael Heiß, Erzbischof von Milwaukee, das Sakrament der Priesterweihe. Er wirkte ein Jahr als Priester in Hubertus, Richfield und war zwischen 1887 und 1893 in der Fakultät des St. Francis Seminary beschäftigt. Von Erzbischof Frederick Xavier Katzer ernannt, war er zwischen 1893 und 1905 Generalvikar der Erzdiözese Milwaukee.
Als Papst Pius X. am 3. Mai 1905 durch Gebietsabtretungen der Bistümer Green Bay und La Crosse die neue Diözese Superior gründete, ernannte er Schinner zu deren erstem Bischof. Die Bischofsweihe empfing er am 25. Juli 1905 durch den damaligen Apostolischen Delegaten in den USA, Diomede Falconio, Mitkonsekratoren waren James Schwebach, Bischof von La Crosse und James McGolrick, Bischof von Duluth. Er ließ während seiner Amtszeit zusätzliche Priesterstellen einrichten und engagierte sich in der Evangelisierung. Am 7. Februar 1913 trat er von seinem Amt zurück.
Am 18. März 1914 wurde Schinner von Papst Pius X. zum ersten Bischof von Spokane im Bundesstaat Washington ernannt. Er wurde am 18. April 1914 in das Amt eingeführt, das er bis zum 17. Dezember 1925 innehatte.
Nach seiner Bischofszeit wirkte Schinner u. a. in der Seelsorge in Mankato, Minnesota und, auf Einladung des Bischofs von La Paz, für kurze Zeit als Missionar in Bolivien. Nach seiner Rückkehr in die USA war er bis zu seinem Tod bei den Salvatorianern in seiner Heimatstadt Milwaukee tätig. Nachdem er am 7. März 1936 sein 50-jähriges Priesterjubiläum gefeiert hatte, starb er am 7. Februar 1937 im St. Mary’s Hospital an den Folgen einer Lungenentzündung. Er wurde auf dem Holy Cross Cemetery in Milwaukee beigesetzt.